# Kasper Sadamatsu
Kasper Sadamatsu SJ (jap. ガスパル定松 Gasuparu Sadamatsu; ur. 1565 w Hasami, zm. 20 czerwca 1626 w Nagasaki) − japoński brat z zakonu jezuitów, błogosławiony Kościoła katolickiego, męczennik, ofiara prześladowań antykatolickich w Japonii, zamordowany z nienawiści do wiary (łac) in odium fidei.

## Geneza męczeństwa - tło historyczne
Po okresie wzmożonej działalności misyjnej Kościoła katolickiego, gdy w 1613 roku siogun Hidetada Tokugawa wydał dekret, na mocy którego pod groźbą utraty życia wszyscy misjonarze mieli opuścić kraj, a praktykowanie i nauka religii zakazana, rozpoczęły się trwające kilka dziesięcioleci krwawe prześladowania chrześcijan. Kasper Sadamatsu był jedną z ofiarą eskalacji prześladowań zainicjowanych przez sioguna Iemitsu Tokugawę.

## Życiorys
Pochodził z okolic Ōmura i wychowywany był w szkole misyjnej jezuitów. Do Towarzystwa Jezusowego wstąpił pod koniec 1582 roku. Dzięki wykształceniu, znajomości kultury i umiejętność posługiwania się językiem japońskim w piśmie powierzono mu funkcję sekretarza późniejszego prowincjała ojca Franciszka Pacheco. Przez czterdzieści lat realizował powołanie prowadząc działalność katechisty.
Kaspra Sadamatsu aresztowano 18 grudnia 1625 roku z Franciszkiem Pacheco, gospodarzem domu i sąsiadami na skutek denuncjacji apostaty, a potem zamknięto w więzieniu na terenie miasta Shimabara. Uczestniczył we wspólnocie modlitewnej.
17 czerwca 1626 roku grupa więzionych dołączyła w Nagasaki do innych zakonników i 20 czerwca wszystkich żywcem spalono na podmiejskim wzgórzu.
7 lipca 1867 papież Pius IX beatyfikował Alfonsa z Navarrete i 204 towarzyszy wraz z męczennikami Towarzystwa Jezusowego, zabitymi za wyznawanie wiary w krajach misyjnych, wśród których był Baltazar de Torres. Grupa jezuitów z Kasprem Sadamatsu znani są jako Franciszek Pacheco i towarzysze.
Dies natalis jest dniem, kiedy w Kościele katolickim obchodzone jest wspomnienie liturgiczne błogosławionego.